# Susan Miller Rambo
Susan Miller Rambo (* 3. April 1883 in Easton, Pennsylvania; † 7. Januar 1977 in Northampton, Massachusetts) war eine amerikanische Mathematikerin und Hochschullehrerin. Sie war Professorin am Smith College und die zweite Frau, die an der University of Michigan promovierte.

## Leben und Werk
Rambo war das älteste von fünf Kindern von Annie Roberta und George Green Rambo. Sie besuchte die High School in Easton und studierte am Smith College in Northampton, Massachusetts. 1905 erhielt sie dort ihren Bachelor-Abschluss und unterrichtete dann Mathematik bis 1908 an der High School in Hoosick Falls, New York. 1908 wurde sie mit Pauline Sperry als Assistentin in Mathematik am Smith College eingestellt, da Ruth Goulding Wood für ein Studium in Göttingen beurlaubt war. 1913 erwarb Rambo am Smith College den Master of Arts und lehrte weiterhin bis 1916 als Ausbilderin. 1917 war sie für ein Jahr für ein Studium an der University of Michigan beurlaubt und wurde 1918 zur Assistenzprofessorin befördert. Sie promovierte 1920 an der University of Michigan bei Walter Burton Ford mit der Dissertation: The Point of Infinity as a Regular Point of Certain Linear Difference Equations of the Second Order.
1922 wurde sie am Smith College zur außerordentlichen Professorin und 1937 zur Professorin ernannt. Sie war Abteilungsleiterin von 1934 bis 1940 und trat 1948 als emeritierte Professorin in den Ruhestand. Eine ihrer Schülerinnen war Mabel Gweneth Humphreys.
Sie hat nie geheiratet und ab 1918 teilte sie sich ein Haus mit ihrer Kollegin Suzan Rose Benedict bis zu deren Tod im Jahr 1942. 1945 verkaufte sie das Haus und der Erlös aus dem Verkauf ging an das Smith College, um für Stipendien verwendet zu werden. Sie starb 1977 in einem Pflegeheim in Northampton. 

## Mitgliedschaften
- Mathematical Association of America
- American Mathematical Society
- American Association for the Advancement of Science, Fellow 1934
- Phi Beta Kappa
- Sigma Xi

1928 nahm sie als Delegierte der AMS am Internationalen Mathematikerkongress in Bologna, Italien, teil.